# Svarttjärnen (Offerdals socken, Jämtland, 706434-141175)
Svarttjärnen är en sjö i Krokoms kommun i Jämtland och ingår i Indalsälvens huvudavrinningsområde.